# Тихонов Павло Павлович
Павло Павлович Тихонов (16 серпня 1909, село Костинка Малоярославецького повіту Калузької губернії, тепер Калузької області, Російська Федерація — 16 січня 1990, місто Київ) — радянський діяч спецслужб, заступник голови КДБ при РМ Української РСР, генерал-майор.

## Біографія
Народився в родині робітника. У 1923 році закінчив чотири класи сільської школи в рідному селі Костинка. Із серпня 1924 року навчався в школі фабрично-заводського учнівства при головних вагонних майстернях Курської залізниці в Москві.
З травня 1928 по серпень 1931 року працював столяром на вагоноремонтному заводі імені Войтовича в Москві.
Член ВКП(б) з листопада 1928 року.
З серпня 1931 по червень 1932 року навчався на робітничому факультеті при Інституті сталі в Москві. У червні 1932 — березні 1937 року — студент Московського інституту сталі.
З березня 1937 року працював майстром на Іжорському заводі в Колпіно. З травня по жовтень 1938 року — парторг ЦК ВКП(б), у жовтні 1938 — січні 1939 року — секретар партійного комітету Іжорського заводу.
В органах державної безпеки СРСР із 15 грудня 1938 року. З грудня 1938 по січень 1939 року був слухачем курсів Центральної школи НКВС.
17 січня 1939 — 28 березня 1941 року — заступник начальника Управління НКВС УРСР по Харківській області.
28 березня — серпень 1941 року — начальник Управління НКВС УРСР по Харківській області.
У мерпні 1941 — 21 грудня 1942 року — заступник начальника Управління НКВС УРСР по Харківській області.
Із 24 грудня 1942 по 1943 рік був прикомандований до Управління НКВС по Пензенській області РРФСР.
У 1943 — 24 листопада 1945 року — начальник Управління НКДБ УРСР по Харківській області.
24 листопада 1945 — 19 лютого 1951 року — начальник Управління МДБ УРСР по Сумській області. У вересні 1947 — липні 1948 року навчався на курсах при Вищій школі МДБ СРСР.
19 лютого 1951 — 9 січня 1952 року — начальник Управління МДБ УРСР по Дніпропетровській області.
З 9 січня 1952 по 23 вересня 1953 року — уповноважений Ради міністрів СРСР по курорту Сочі —Мацеста.
23 вересня 1953 — квітень 1954 року — начальник Управління МВС УРСР по Одеській області.
У квітні — 3 липня 1954 року — начальник Управління КДБ при РМ УРСР по Одеській області.
3 липня 1954 — 7 серпня 1959 року — заступник голови КДБ при РМ Української РСР.
У жовтні 1959 — жовтні 1970 року — начальник Управління КДБ при РМ УРСР по Київській області.
З жовтня 1970 року — у відставці в Києві.
Помер 16 січня 1990 року в місті Києві.

## Звання
- капітан державної безпеки (17.01.1939);
- підполковник державної безпеки (11.02.1943);
- полковник державної безпеки (10.12.1943);
- полковник (1955);
- генерал-майор (18.02.1958)

## Нагороди
- два ордени Червоного Прапора (28.08.1944, 30.10.1967)
- орден Трудового Червоного Прапора (23.01.1948)
- два ордени Червоної Зірки (20.09.1943, 5.11.1954)
- 6 медалей